# Koji Kabuto
Koji Kabuto (兜 甲児,?, Kabuto Kōji), anche conosciuto in Italia come Rio e Alcor, è un personaggio creato da Gō Nagai e presente in numerosi suoi lavori, sia manga che anime. In particolare compare nella trilogia anime composta dalle serie Mazinga Z (マジンガーZ?, Majingā Z), Il Grande Mazinga (グレートマジンガー?, Gurēto Majingā) e UFO Robot Goldrake (ＵＦＯロボグレンダイザー?, UFO Robo Gurendaizā), nonché nella serie di OAV Mazinkaiser (マジンカイザー?, Majinkaizā).
Koji è stato interpretato da diversi doppiatori, i primi dei quali sono stati Hiroya Ishimaru nel 1972 e Giorgio Locuratolo nell'edizione italiana. Il personaggio ha ricevuto reazioni miste dalla critica, a causa della sua personalità e della relazione con Sayaka Yumi. È inoltre ricordato per essere stato il primo pilota di mecha nella storia degli anime.

## Creazione e sviluppo

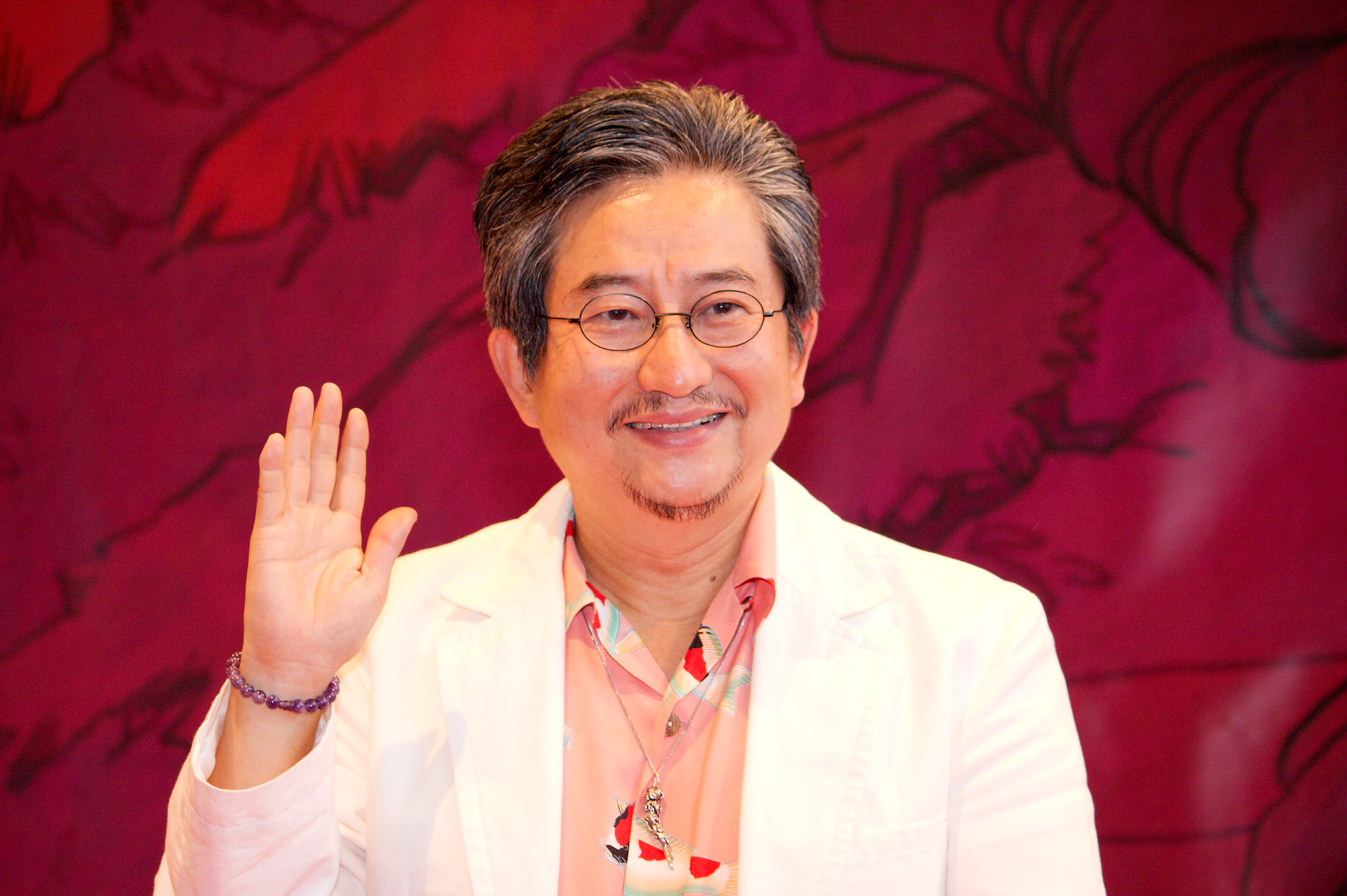
Gō Nagai, l'autore di Koji Kabuto, nel 2008

Gō Nagai ideò Koji Kabuto come un protagonista con una grande forza di volontà, così da essere in grado di controllare la potenza del robot Mazinger Z e le conseguenze che avrebbe generato avere tutto quel potere nelle proprie mani. Secondo Nagai, tale messaggio è stato influenzato dai suoi precedenti lavori, Mao Dante e Devilman. L'autore decise di dare al protagonista una personalità asociale, in modo tale da renderlo attraente per i bambini ma non per i genitori. Un'altra influenza alla base di Koji è stata Yasohachi Yamagishi de La scuola senza pudore, ma con un carattere più calmo e forte; inoltre Nagai volle rendere il personaggio "un delinquente", soprattutto nei confronti di Sayaka Yumi, sentendosi però male per le sue azioni. Il cognome deriva volutamente dal kabuto, termine con cui anticamente in giapponese si indicava l'elmetto dei samurai, per sottolineare l'idea che fosse sia il pilota che il cervello del robot.
L'idea di far pilotare un robot a Koji venne all'autore mentre guardava, frustrato, il traffico, immaginando un'automobile capace di far comparire dal nulla braccia e gambe per camminare sopra gli altri veicoli. Secondo Nagai: «Non ho paragonato robot giganti ad armi, volevo solo dare a un personaggio in piena adolescenza una tuta che l'avrebbe trasformato in un eroe.» Ripensandoci Nagai sentiva che Koji era molto più semplice dei piloti di mecha moderni con complesse personalità e storie. Il suo obiettivo finale era solo quello di far divertire il pubblico più piccolo attraverso Mazinga Z e Koji.

### Nell'edizione italiana
Negli adattamenti italiani l'identità di Koji Kabuto non è resa in modo chiaro e univoco. In Italia, infatti, è apparso prima come Alcor nel primo doppiaggio della serie UFO Robot Goldrake, che è invece l'ultima della trilogia nagaiana, ma la prima trasmessa in Italia. Successivamente è apparso con il nome originale negli ultimi episodi della serie Il Grande Mazinger, quindi come Rio nel doppiaggio della serie Mazinga Z, capitolo iniziale della saga trasmesso per ultimo in Italia.
Nell'adattamento dell'OAV Mazinkaiser, pubblicato per il mercato home video e nella nuova edizione italiana di UFO Robot Goldrake, è tornato ad avere il proprio nome originale.
La confusione sul nome è dovuta al fatto che l'edizione italiana di UFO Robot Goldrake era in parte basata su quella francese, in cui Koji era stato appunto rinominato "Alcor"; nell'edizione italiana di Mazinga Z il nome è stato invece cambiato dai dialoghisti per motivi mai chiariti.
Nel doppiaggio italiano della serie anime Goldrake U del 2024, di produzione congiunta nippo-saudita, viene menzionato il nome di Koji Kabuto; tuttavia viene immediatamente introdotto il nome "Alcor", spacciandolo per un soprannome, e quest'ultimo viene utilizzato in via esclusiva da lì in poi.

## Biografia

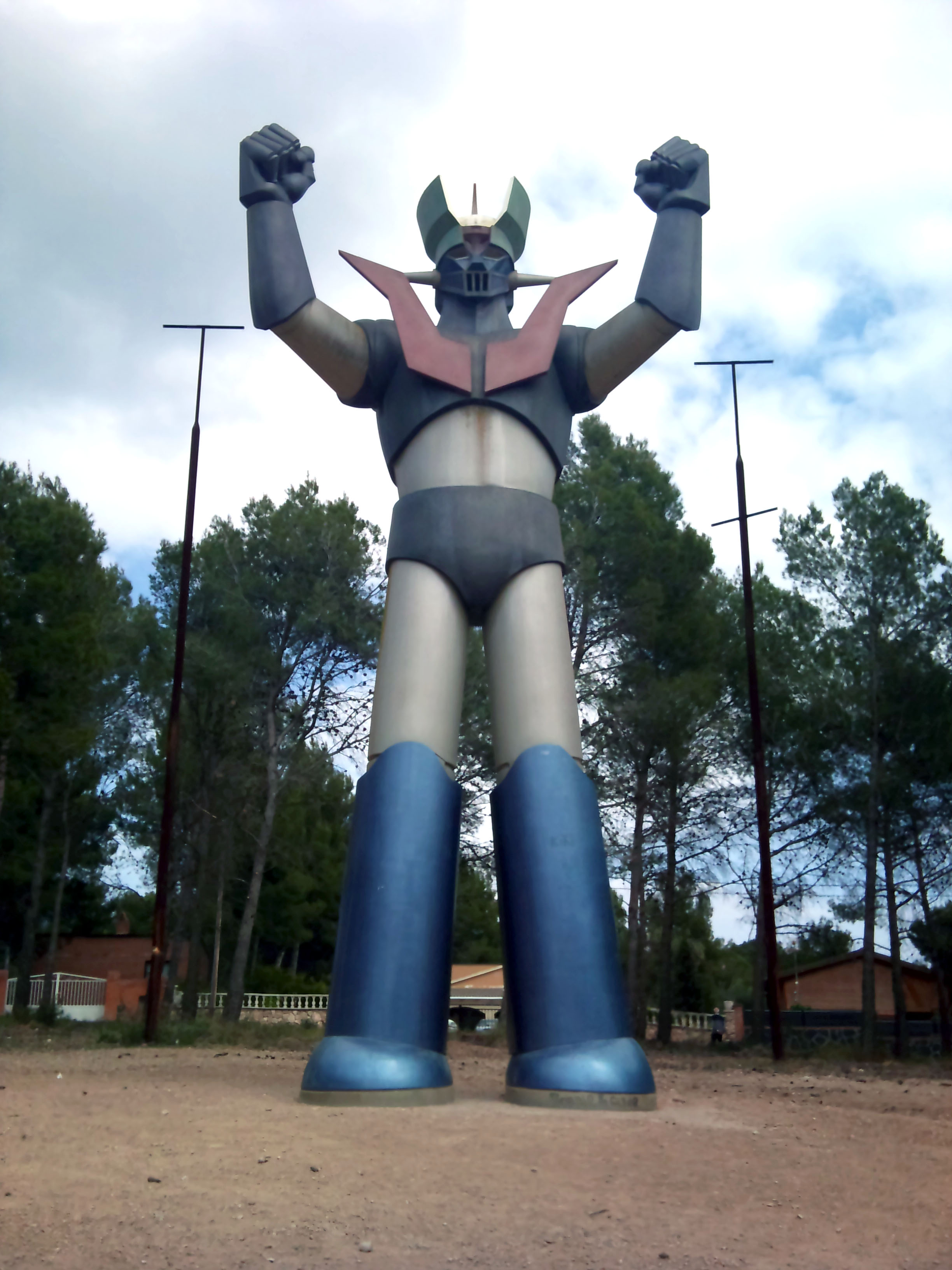
Statua del Mazinger Z, il robot pilotato da Koji

Koji Kabuto, figlio del professor Kenzo Kabuto e fratello maggiore di Shiro, studente di liceo con una grande passione per le motociclette, a soli 16 anni viene posto alla guida del Mazinger Z, il super robot creato dal nonno Juzo per salvare l'umanità dal Dottor Hell, megalomane scienziato tedesco che vuole conquistare il mondo grazie ai giganteschi automi meccanici ritrovati in Grecia nell'isola di Bardos, e dallo stesso scienziato potenziati con tecnologie moderne.
Dopo due anni di guerra sconfigge il Dottor Hell, ma sconfitto a sua volta dai nemici della Terra, le Sette armate di Micene che si nascondevano dietro Hell, va negli Stati Uniti per compiere delle ricerche di ingegneria aerospaziale alla NASA, lasciando il campo al Grande Mazinger costruito dal padre e pilotato da Tetsuya Tsurugi. Dopo appena un anno, però, torna in Giappone per aiutarlo a sconfiggere una volta per tutte le forze di Micene con il ricostruito Mazinger Z.
Trascorso un altro anno, Koji viene chiamato dal Centro Ricerche del dottor Procton ("Umon", in originale) per indagare con il suo prototipo TFO (Terrestrial Flying Object) su alcuni misteriosi avvistamenti di UFO avvenuti in Giappone, e si ritrova così a combattere al fianco di Goldrake contro le forze di invasione di Vega.

## Accoglienza

### Critica
Koji Kabuto ha ricevuto reazioni miste da parte della critica. Carl Kimlinger di Anime News Network lo ha definito un "idiota onesto" per la sua personalità eroica ma anche da sempliciotto. Ha inoltre criticato negativamente la relazione che ha con Sayaka Yumi, definendola inizialmente sessista, ma ha apprezzato la sua evoluzione nel corso della serie. Darius Washington di The Fandom Post, pur riconoscendo a Koji Kabuto il primato di essere il primo pilota mecha della storia, lo giudica troppo sessista, maleducato e ingenuo. Nella recensione della seconda parte delle serie animata Washington ha affermato che Koji appare ancora troppo altezzoso con Sayaka e il resto del cast, ma ha apprezzato la battaglia contro Dottor Inferno. Jorge Fuentes di Guioteca ha considerato Koji troppo sicuro di sé e maleducato contro Sayaka, tuttavia, secondo il critico, sono stati proprio i momenti in cui quest'ultima reagisce contro Koji a renderlo famoso. Fuentes ha inoltre sostenuto che Koji è colui che ha reso la serie un successo in Sud America, trattandosi di uno dei primi piloti mecha mostrati in televisione intorno gli anni '80.
Riguardo Mazinkaiser, Zac Bertschy di Anime News Network ha elogiato le battaglie di Koji e il suo doppiatore inglese. Holly E. Ordway di DVD Talk ha apprezzato le azioni del personaggio nei primi due episodi, tuttavia il critico ha trovato strano come, negli episodi successivi, la relazione fra Koji e Sayaka diventi quasi comica e l'ha definita fanservice. Chris Beveridge di Mania Entertainment ha elogiato le battaglie tra i robot di Koji e il suo veloce sviluppo già dal primo episodio. Al contrario di Ordway, Beveridge ha apprezzato la relazione fra Koji e Sayaka e di come entrambi appaiono al pubblico come tsundere. Beveridge ha elogiato anche la battaglia di Koji e Tetsuya Tsurugi contro Dottor Inferno, definendolo un omaggio alla serie Mazinga Z.
Mike Toole di Anime News Network ha criticato la caratterizzazione di Koji nel film Mazinga Z Infinity. Alberto Quintanilla di IGN ha trovato Koji adulto troppo diverso dalla sua versione originale, paragonandolo a suo nonno. Chris Beveridge su The Fandom Post ha apprezzato lo sviluppo del personaggio e dei suoi compagni nel creare un nuovo Mazinger Z nella versione cinematografica rispetto alla serie originale. Ollie Barder di Forbes ha trovato il ruolo di Koji abbastanza prevedibile, visto che viene sconfitto, ma ritorna con un robot più forte durante il climax; cosa che anche Joseph Luster di Otaku USA fa notare, scrivendo di come il film cerchi di dare profondità al personaggio, ma le sue azioni restano facilmente inuitibili.

## Impatto culturale
Koji è considerato il primo pilota di mecha nella storia degli anime.